# Królewicz i gwiazda wieczorna
Królewicz i gwiazda wieczorna (czes. Princ a Večernice) – czechosłowacka baśń filmowa z 1979 w reżyserii Václava Vorlíčka. Scenariusz Jiřiego Brdečki powstał na motywach baśni Boženy Němcovej.

## Obsada
- Vladimír Menšík jako król
- Juraj Ďurdiak jako książę Velen
- Libuše Šafránková jako Večernice
- Radoslav Brzobohatý jako Mrakomor
- František Filipovský jako Kacafírek
- Julie Jurištová jako księżniczka Helenka
- Zlata Adamovská jako księżniczka Elenka
- Ivana Andrlová jako księżniczka Lenka
- Čestmír Řanda jako oberżysta
- Rudolf Jelínek jako rycerz Čestmír
- Václav Lohniský jako żebrak
- Jiří Lír jako żebrak
- Ladislav Trojan jako zbir Kolohnát
- Viktor Maurer jako świniopas
- Karel Augusta jako ślepiec
- Miloš Vavruška jako sługa